# Маслинов вијенац
Маслинов вијенац, познат и као котинос (грч. κότινος), био је награда за побједника на Античким олимпијским играма. То је била грана дрвета дивље маслине која је расла у Олимпији, испреплетена тако да поприма облик круга или потковице. Гране свете дивље маслине у близини Зевсовог храма су сјекли дјечаци који су имали оба жива родитеља са пар златних маказа. Онда су их носили у Херин храм и постављали на плочу од злата и слоноваче. Одатле их је узимао хеланодик (судија на Олимпијских играма), затим правио вијенац и крунисао побједника Игара.

## Историја
Према Паусанију, маслинов вијенац је увео Херакле као награду за побједника трке у част његовог оца Зевса. На Античким олимпијским играма није било златних, сребрених или бронзаних медаља. Постао је само један побједник по такмичењу, крунисам вијенцем од грана дивљих маслина. Маслинови вијенци су дијељени током Љетних олимпијских игара у Атини 2004. године у част античке традиције, зато што су игре одржане у Грчкој.
Херодот описује сљедећу причу везану за маслинов вијенац. Ксеркс је испитивао неке Аркађане након Термопилске битке 480. године прије н. е. Он је питао зашто тако мало Грка бранило Термопил. Одговор је био „Сви остали мушкарци учествују на Олимпијским играма”. Ксеркс је питао „Шта је награда за побједник?, на шта је добио одговор „Маслинов вијенац”. Онда је Тигран, један од Ксерксова генерала, рекао: „За име бога! Мардоније, какви су то људи против којих сте нас довели да се боримо? Људи који се не такмиче зарад награде, него вриједности”.
Аристофан у комедији „Плут” прави духовит коментар о спортистима побједницима који су крунисани вијенцем од дивљих маслина умјесто од злата:
Зашто, Зевс је сиромашан, а ја ћу јасно то доказати. На Олимпијским играма, које је он основао, и на које сазива цијелу Грчку сваке четири године, зашто крунише само једног спортисту побједника са диљвом маслином. Да је богат дао би им злато.